# Gylfaginning

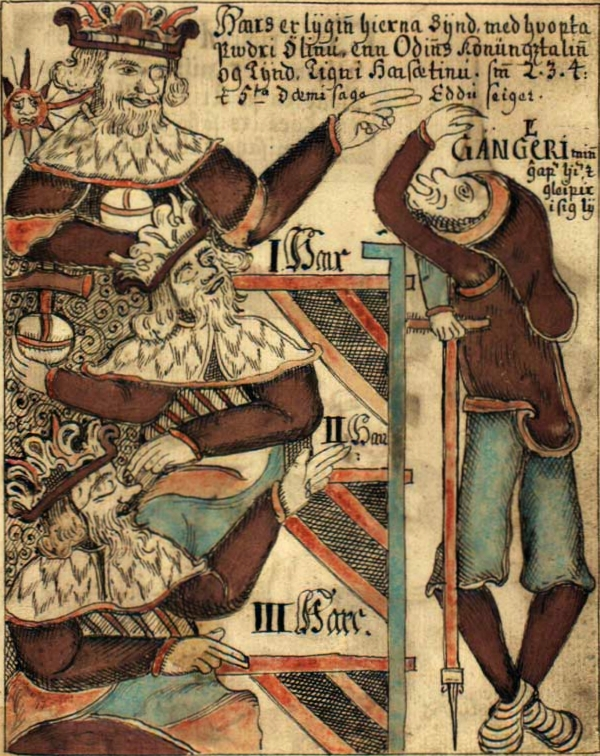
Ganglere/Gylfe möter de tre herrarna i Asgård.

Gylfaginning ("Den äldre Gylfes gäckande") utgör en del av Snorres Edda. Gylfaginning är en för den nordiska mytologin synnerligen viktig källa.
I Gylfaginning framställer Snorre berättelsen om Gylfes synvilla, som handlar om Gylfe, en mytisk kung "i det land, som nu heter Svitjod" (Sverige). Gylfe, som var en vis man, sägs ha undrat mycket över, att de nyligen anlända asarna var så kunniga, att allt gick efter deras vilja. För att utforska hur det förhöll sig med det företog han en färd till Asgård, huvudstaden i asarnas hemland öster om Svarta havet. Han antog då en gammal mans skepnad och kallade sig Ganglere samt trodde sig på detta sätt kunna förbli okänd. Asarna var dock klokare än han och hade, redan före hans ankomst, kännedom om hans färd. De gjorde därför, genom trolldomskonst, följande synvändning. 
När Gylfe kom till Asgård tyckte han sig se ett högt palats, och när han trädde in i dess sal såg han tre högsäten, det ena över det andra, och en man sittande i varje. Den som satt i nedersta högsätet kallades Hög, den närmast honom Jämnhög och den översta Tredje. De frågade Ganglere om hans ärende, och han sade sig vilja veta om där fanns någon särdeles kunnig man. Nu utspinner sig ett samtal; Ganglere frågar och de andra svarar. Frågorna rör sig om den fornnordiska mytologins alla ämnen, från världens skapelse till dess undergång. När samtalet var avslutat hörde Ganglere ett stort gny på alla kanter. Han såg sig om och befann sig alldeles ensam på en jämn och stor slätt, men han märkte nu inget palats och ingen borg. Han begav sig då hem och berättade vad han hade hört och sett. 
Efter mötet med Gylfe namngav sedan asarna personer och platser efter dessa berättelser, och lyckades på så sätt lura Gylfes folk att tro att asarna var gudar. Enligt Snorre skall förebilderna för gudarna vara hämtade ur Iliaden och Odysséen; så skall till exempel Tor motsvara Hektor, medan Loke är identisk med Odysseus.
Värt att nämna är att både "Hög", "Jämnhög", och "Tredje" är andra namn på Oden. Det är alltså mycket möjligt att det var Oden själv i tre olika förklädnader, eller skepnader, som rest i förväg för att möta Gylfe. 